# فرنتس کوتسور
فرنتس کوتسور (فرانسوی: Ferenc Kocsur‎; ۲ سپتامبر ۱۹۳۰ – ۱۹ سپتامبر ۱۹۸۹) بازیکن فوتبال اهل فرانسه بود.
از باشگاه‌هایی که در آن بازی کرده‌است می‌توان به باشگاه فوتبال سن-اتین و باشگاه فوتبال نیس اشاره کرد.
وی همچنین در تیم ملی فوتبال فرانسه بازی کرده‌است.